# Wass (Yorkshire)
Pour les articles homonymes, voir Wass.
Wass est un village de 100 habitants dans le Yorkshire du Nord en Angleterre.